# Méliphage de Cockerell
Trichodere cockerelli
Genre
Espèce
Statut de conservation UICN

 LC  : Préoccupation mineure
Le Méliphage de Cockerell (Trichodere cockerelli) est une espèce de passereaux de la famille des Meliphagidae, l'unique représentante du genre Trichodere.

## Répartition
Il est endémique da la péninsule du cap York.

## Habitat
Il vit dans les forêts sèches tropicales et subtropicales.